# Монтян Тетяна Миколаївна
Тетя́на Микола́ївна Монтя́н (нар. 29 серпня 1972, м. Керч, Кримська область, Українська РСР, СРСР) — проросійська пропагандистка, колаборантка з Росією, правознавиця, колишня адвокатка, публіцистка, блогерка україно-румунського походження[джерело?]. Відома українофобськими та проросійськими поглядами, підтримкою сепаратистів з ОРДЛО та частими виступами на російських пропагандистських каналах. Фігурантка бази «Миротворець».

## Життєпис

### Раннє життя
Тетяна Монтян народилася 29 серпня 1972 року в Керчі. Її мати, Монтян (Ніколенко) Катерина Іванівна, працювала шкільним вчителем фізики й астрономії. Батько, Микола Михайлович Монтян, працював на цивільному флоті старшим судномеханіком. Навчалася в Керченській середній школі № 12. У 1984 році батьки переїхали на постійне місце проживання до Херсона, де вона пішла у спеціалізовану школу (гімназію) № 6 з інтенсивним вивченням англійської мови.

### Освіта
У 1989—1994 роках здобувала освіту на юридичному факультеті Московського держуніверситету ім. Ломоносова, спеціалізація — конституційне право. Впродовж навчання досліджувала мусульманське право як юридичний феномен. Курсовою роботою другого курсу стало дослідження «Зеленої книги» Муаммара Каддафі, а третього — «Доктрина божественної еманації у верховній владі в ісламі шиїтського напряму й теократична держава Аятоли Хомейні в Ірані».
У дипломній роботі «Мусульманське право як одна зі світових правових систем та його імплементація в конституційному праві сучасних мусульманських держав» вивчала вплив ісламських норм та інститутів на всі сфери життя сучасних мусульманських держав. Проходила практику в Московському карному розшуку (МУР).

### Кар'єра і подальше життя
У 1994 році, після закінчення університету, приїхала з Москви до Києва. З 1995 — адвокатка Київської міської колегії адвокатів. Спеціалізувалася переважно на кримінальних справах

#### Справа «9 березня» і захист активістів УНА-УНСО
4 червня 2001 року СБУ порушила кримінальну справу проти 19 учасників акції 9 березня 2001 року «Україна без Кучми» за 2-ю частиною статті 71 Кримінального кодексу України (1960 року), вважаючи кваліфікованими ознаками злочину «спричинення великої матеріальної шкоди державі» та «заподіяння тілесних ушкоджень значній кількості працівників міліції». Монтян виступала адвокатом членів УНА-УНСО, зокрема, тодішнього лідера організації Андрія Шкіля. Судовий процес супроводжували брутальними порушеннями. За словами адвоката Тетяни, обвинувальний висновок фігурантам справи містив багато помилок і невідповідностей.
5 лютого 2002 року проти неї порушили кримінальну справу, а 22 травня 2002 пред'явили обвинувачення в остаточній редакції й оголосили про закінчення попереднього слідства. Проти Монтян прокурор м. Києва порушив справу за опір співробітникам міліції та її відсторонили від захисту. Тетяну обвинувачували в тому, що вона нібито вдарила конвоїра, який перехопив записку, передану їй із клітки підсудних. Таким чином, за версією обвинувачення, опір співробітникам міліції полягав у тому, що адвокатка намагалася запобігти перехопленню конвоїром записки, яку передали до зали суду підсудним своєму адвокату.
На думку Тетяни, справа проти неї сфабрикували, тому що названих у постанові нібито обвинувальних фактів узагалі не було і в процесі слідства, щоби підтвердити обвинувачення, не зібрали жодних доказів, окрім свідчень «потерпілого». Причиною появи цієї кримінальної справи Монтян вважала помсту з боку судді Івана Волика за її позицію захисника у справі УНА-УНСО.
Захисником адвокатки виступав її чоловік — тодішній суддя Апеляційного суду м. Києва Юрій Василенко. На той момент Тетяна була вагітна четвертою дитиною.
Згідно із законом про судоустрій, внаслідок порушення кримінальної справи вона втратила право (на час дії судового процесу) займатися адвокатською практикою за кримінальними справами. У 2005 році справу закрили через те, що сплив строк давності притягнення її до кримінальної відповідальності.

#### Реформа житлово-комунального господарства
Через неможливість тимчасово здійснювати адвокатську діяльність за кримінальними справами[джерело?], Тетяна Монтян повністю присвятила себе цивільному та господарському праву, а саме — розробці механізмів врегулювання проблем щодо спільного майна, реформуванням системи реєстрації майнових прав.
За словами Тетяни Монтян, вони зі своїм чоловіком не сплачували квартплату ЖЕКу майже 11 років, оскільки приватний ЖЕК (фактичним власником якого є народний депутат України від «Партії регіонів» Нвєр Мхітарян) витрачав на утримання будинку у шість разів менше, ніж збирав з мешканців за квитанціями. З 2006 року Тетяна Монтян почала процес створення у власному будинку ОСББ (об'єднання співвласників багатоквартирного будинку). Об'єднання вдалося заснувати у січні 2011 року.
Паралельно адвокатка допомагала іншим співвласникам багатоквартирних будинків позбутися ЖЕКів, котрі завищувала тарифи на обслуговування будинків та неналежним чином виконували свої обов'язки, та створити ОСББ у будинках.
2006 року Тетяна Монтян розробила проєкт Закону України «Про внесення змін до деяких законодавчих актів України», який має на меті посилити розвиток колективної власності на житло та вдосконалити механізми прийняття колективних рішень. Лише в 2012 році окремі положення розробленого нею законопроєкту були сприйняті чиновниками МінЖКГ.
Тетяна Монтян розвиває концепції західних вчених — Дональда Будро і Рендела Холкома, а також Роберта Нельсона. Тетяна Монтян відстоює позицію, що ОСББ є окремим випадком спільної дії і першим кроком до створення так званого приватного уряду. Тобто, завдяки гнучкості управлінських механізмів, приватні сусідські об'єднання здатні поступово перебрати на себе функції муніципалітетів, бо краще розпоряджаються та доглядають за підконтрольною їм територією.
У 2009 році Тетяна Монтян виступала адвокаткою мешканців будинку по вулиці Межигірській, 5, у яких Головне управління комунальної власності м. Києва прагнуло відібрати підвальне приміщення. Результатом перемоги у цій справі стало визнання протиправним та скасування щодо цього будинку Рішення Київської міської Ради від 27.12.2001 року № 208/1642 «Про формування комунальної власності територіальних громад районів міста Києва», згідно з яким нежитлові приміщення — горища, підвали — вважалися майном не мешканців будинків, а «територіальної громади». Скасування скандального рішення № 208 призвело до того, що чиновники втратили правові підстави для привласнення майна мешканців.
Необхідність сприяти виникненню нових ОСББ та покращенню нормативно-правової бази змусило Кабінет Міністрів України 15 грудня 2011 року створити Національну раду з питань функціонування ОСББ, членом якої стала Монтян.
21 травня 2011 року Тетяна Монтян оголосила голодування на знак протесту щодо ухвалення нового Житлового кодексу України, який, на її думку, «надавав можливість комунальній мафії грабувати чималий ресурс». Голодування тривало 42 дні (закінчилося 7 липня), протягом цього часу Тетяна Монтян схудла з 73 до 57,2 кг. Своє рішення адвокатка пояснила тим, що в неї залишився лише такий спосіб привернення уваги до цієї проблеми. Результатом голодування стало відтермінування голосування за Житловий кодекс, який не ухвалено й досі.
6 березня 2012 адвокатка виграла справу у Вищому Господарському суді справу № 2/297 та довела, що ЖЕКи, які не мають консенсусного (одноголосного) рішення всіх співвласників будинку, вважаються такими, що обслуговують будинок без правових підстав. Таким чином, на підставі зазначеного рішення суду Тетяна Монтян заявила, що 99 % ЖЕКів в Україні не мають юридичних підстав для обслуговування багатоквартирних будинків, тобто — діють нелегітимно.

#### Робота експертом Європейської Комісії
З 2010 року Тетяна Монтян є експерткою Єврокомісії з питань розробки механізмів врегулювання проблем щодо спільного майна і реформування системи реєстрації майнових прав. В рамках співпраці зі структурами ЄС вона вивчала досвід інших країн із зазначеної тематики, зокрема, США, Грузії та Естонії. В той же час 28 жовтня 2013 року журналіст svidomo.org Олег Кіселевський оприлюднив відповідь Єврокомісії на інформаційний запит, в якій стверджується, що «пані Монтян не є експерткою фінансованих нами правових проєктів».
У 2011 році Тетяною Монтян у співавторстві з грецьким експертом був підготовлений звіт «Вдосконалення системи реєстрації майна в Україні: приклади кращого європейського досвіду». У звіті досліджується найкращий європейський досвід в сфері реєстрації майнових прав — прав на нерухоме майно та прав інтелектуальної власності — та пропонуються рекомендації стосовно реформи української системи реєстрації майнових прав.

#### Участь у«Помаранчевій революції»
Тетяна Монтян брала безпосередню участь у створенні громадянської кампанії «Пора!» (чорної). Здійснювала юридичну підтримку і захист кампанії.
Під час президентських виборів 2004 року Тетяна Монтян відповідала за протидію фальсифікаціям результатів виборів у Миколаївській області. Разом з іншими адвокатами вона координувала роботу близько 600 членів виборчих комісій і спостерігачів.

#### Ставлення до подійЄвромайдану

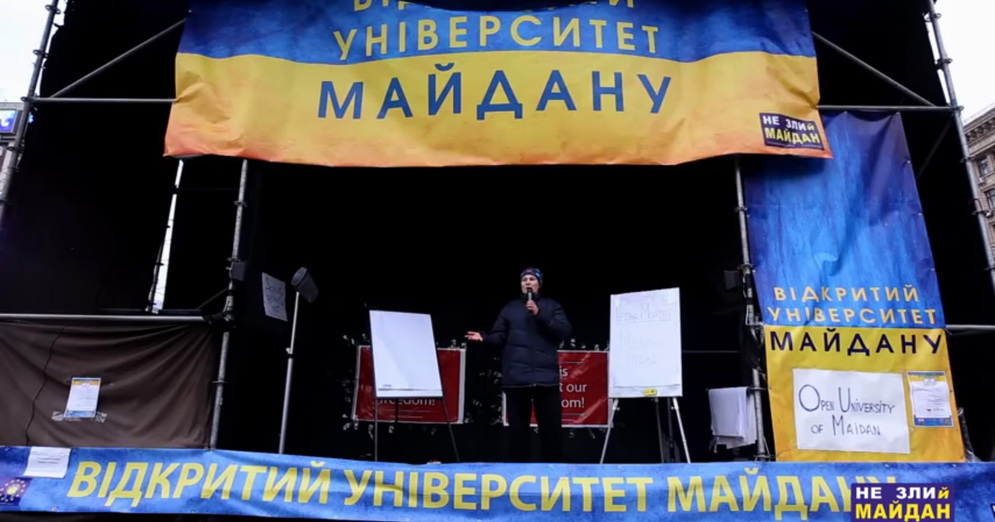
Монтян читає лекцію у Відкритому університеті Майдану, 7 січня 2014

З початку протестів виступала проти повалення режиму Януковича, називаючи Євромайдан «олігархічним бунтом» та покладаючи на його учасників частину відповідальності в розпалюванні війни Росії проти України. В подальшому в ефірі російських пропагандистів закликала «вішати на стовпах» тих, кого називала «майдаунами». Вона нову владу після Євромайдану називає «хунтятами».

#### Підтримка російської агресії

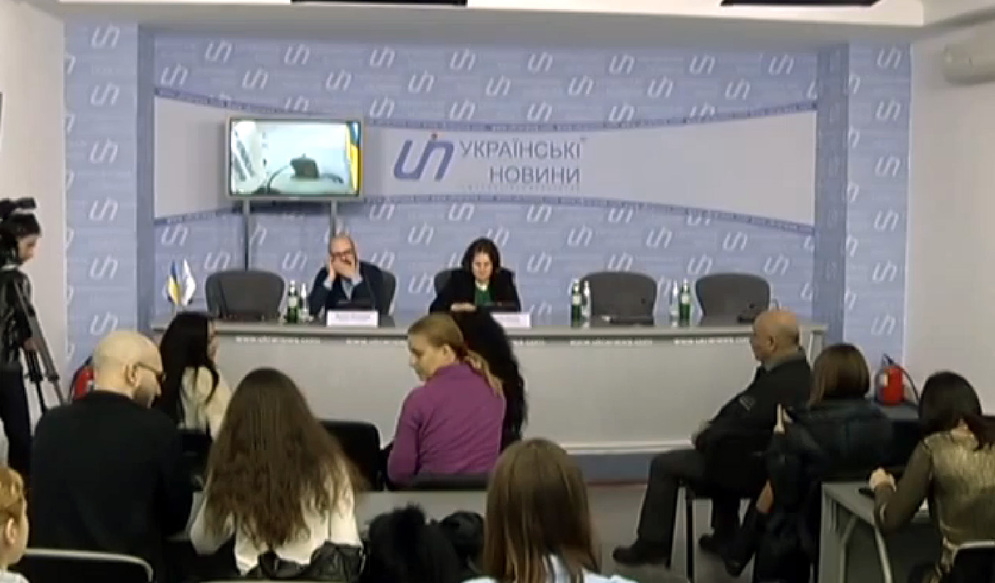
Пресконференція Монтян і Дмитра Філімонова у пресцентрі «Українських новин», 10 грудня 2014

На початку грудня 2014 відвідала території Луганської та Донецької області, що знаходяться під контролем терористів та військових збройних сил Росії, у тому числі Луганськ, Алчевськ і Донецьк, зустрілася з ватажками терористичного угрупування «Призрак (Привид)» Мозговим та Шевченком. Висвітлювала хід поїздки на своїй сторінці в Facebook. В результаті цієї пропагандистської акції, організованої ГО «Офіцерський корпус», був звільнений солдат 40-го мотопіхотного батальйону Володимир Крутолевич, який близько трьох місяців знаходився в полоні у терористів ЛНР. За підсумками поїздки Тетяна Монтян 10 грудня разом із журналістом 17 каналу Дмитром Філімоновим провела пресконференцію у пресцентрі «Українських новин», закликавши до негайного припинення вогню та проведення переговорів.
На початку квітня 2015 року без відповідного дозволу Державної прикордонної служби України перетнула кордон між Росією та Україною з метою потрапити на території Луганської та Донецької областей, що знаходяться під контролем терористів та військових збройних сил Росії, внаслідок чого Центром «Миротворець» Тетяна Монтян була внесена до бази даних осіб, підозрюваних у скоєнні злочинів проти громадської безпеки.
В подальші роки продовжувала регулярно надавати інформаційну підтримку проросійським терористам.
З початком російського вторгнення в Україну в 2022 році відкрито підтримала Росію[відсутнє в джерелі].[відсутнє в джерелі] 9 травня 2023 року в Києві було затримано адміністратора Telegram-каналу Монтян.

## Професійна і громадянська діяльність

### Справа «чорних рієлторів-циган»
З 2004 по 2012 рік Тетяна Монтян вела справу захисту майнових прав трьох потерпілих осіб. Рієлтори-шахраї обманним шляхом привласнювали житло людей похилого віку. Адвокатці вдалося довести справу до розірвання угод привласнення квартир рієлторами.

### Жовтнева лікарня
Одразу після виникнення у вересні 2007 року громадського руху проти знищення історичної забудови й архітектурного обличчя Києва «Збережи Старий Київ» Тетяна Монтян долучилася до його діяльності.
Однією з найрезонансніших справ, до якої приєдналася Тетяна Монтян, була боротьба місцевих жителів з забудовниками біля Жовтневої лікарні. В березні 2008-го до протидії приєдналися активісти ЗСК. 16 березня міліція спробувала розігнати демонстрантів, унаслідок чого до лікарні потрапив журналіст. Роздратовані громадяни після цього розібрали паркан навколо будмайданчика. Історія мала неабиякий резонанс, а 31 березня і мер Черновецький, і віце-прем'єр Турчинов (однопартієць забудовника) заявили, що не допустять подальшого будівництва.

### «Соцмісто» і примусове виселення мешканців
У 2008-му році на будинках одного з мікрорайонів Києва було розміщено оголошення: на виконання Розпорядження КМДА від 2004 року терміново здати документи. Згодом вдалося документально довести: це Розпорядження не опубліковане, не зареєстроване в Мін'юсті, не пройшло правової експертизи. У 2009 році всім мешканцям мікрорайону прийшли позови від забудовника про примусове виселення. Вперше з цим позовом люди отримали і Розпорядження КМДА. Також отримали інші розпорядження КМДА, згідно з якими мешканці нібито за власною згодою через БТІ вже були позбавлені прав власності на свої квартири. Тобто, через БТІ були анульовані за рішенням чиновників і свідоцтва про право власності, і договори купівлі-продажу.
З 2009 року адвокаткою однієї з мешканок будинку по вулиці Краківська, 28 Русакової Людмили стала Тетяна Монтян. У судах були оскаржені рішення про знесення будинку (пам'ятки архітектури), право власності КМДА на нього та примусове виселення пані Русакової.

### Захист шкільного стадіону
У вересні 2011 року адвокатка Тетяна Монтян стала на захист стадіону середньої школи № 314 на вул. Княжий Затон від незаконної забудови. Після перемовин забудовник добровільно відмовився від своїх планів, мешканці зберегли стадіон.

### Захист від рейдерської атаки приміщень ОСББ «Авангард-Добробут»
У 2007 році, при введенні в експлуатацію будинку по вул. Бажана 1М, забудовник згідно з актом передав ОСББ п'ять службових квартир за номерами: 95, 302, 307, 308 та 317. Ці квартири були побудовані за кошти інвесторів та є їхньою спільною власністю.
Суддя Васильківського міськрайонного суду Пироженко О. В. 12 квітня 2012 р. виніс рішення про визнання права власності на ці п'ять квартир за громадянином Литовченком Дмитром Валентиновичем з міста Нікополя. Підставою став позов Литовченка до якогось громадянина Сперісенка, який, нібито, не сплатив йому орендної плати за три місяці оренди всіх п'яти квартир у 2010 році. Суддя постановив Сперісенка і будь-яких інших людей виселити з цих квартир, а «нового» власника — вселити відразу до п'яти квартир.
У цій справі Тетяна Монтян захищає права власності мешканців будинку і ОСББ «Авангард-Добробут».

### Допомога ОСББ забрати будинок у ЖЕК
У 2012 році Тетяна Монтян виграла справу ОСББ на вул. Мішуги, 2 у Вищому Господарському суді, разом із мешканцями звільнила технічні приміщення, зайняті співробітниками ЖЕКу.

### Бійка з міліціонерами у Подільському відділку
21 жовтня 2010 року Тетяна Монтян приїхала до Подільського РВВС для захисту затриманої Марини Роднєнок.
Роднєнок затримали об 11 ранку. Станом на 16:30 протокол про затримання не був складений, хоча закон відводить на це три години з моменту затримання. Адвокатка Монтян вимагала, щоб її допустили до клієнтки та склали офіційний протокол про затримання.
Чоловік Марини Роднєнок заявив, що до його дружини застосовували фізичне насильство: приковували наручниками та били до крові шестеро чоловіків у цивільному одязі. Марину Роднєнок переслідували з нез'ясованих причин. Формально її звинувачували в тому, що вона надала «фальшиву» довідку з метою отримання кредиту. Але, взявши кредит у банку терміном на рік, вона погасила його впродовж двох місяців. Саме за це її переслідували міліціонери з Херсону навіть в Києві.
Жінку з відділку планували доправити у Херсон. Коли її в наручниках почали виводити з Подільського відділку, рука Роднєнок нагадувала сардельку через те, що була довго перетиснута наручниками. Монтян, чоловік Роднєнок та журналісти — разом не дали вивести жінку на вулицю. При цьому Марині Роднєнок стало погано, вона впала непритомна. Однак, міліціонери її при цьому потягли за ноги по коридору. Після цього відбувся конфлікт між Тетяною Монтян та міліціонерами. В результаті, Монтян посадили в камеру попереднього затримання.
Заступник начальника районного управління Анатолій Надіїн назвав причиною затримання Монтян «злісну непокору працівникам міліції». Зокрема Надіїн заявив, що Монтян його нібито вкусила і продемонстрував журналістам палець з подряпиною. В той же час на вимогу судді продемонструвати свій пошкоджений палець Надіїн відмовився це зробити, заховавши руку за спину.
В результаті адміністративну справу проти Тетяни Монтян за статтею 185 Кодексу України про адміністративні правопорушення («злісна непокора») Подільський районний суд міста Києва закрив. Прокуратура подала протест, але його було відхилено постановою судді судової палати в кримінальних справах Апеляційного суду міста Києва Л. Б. Боголюбської від 6 грудня 2010 року.
Справа стала прецедентом для адвокатів, які отримали право чинити опір міліції, якщо та здійснює протидію виконанню ними своїх адвокатських обов'язків щодо захисту прав своїх клієнтів.

### Справа Руслана Коцаби
Тетяна Монтян виступала на стороні захисту в резонансної справі журналіста Руслана Коцаби, обвинуваченого у державній зраді і перешкоджанні діяльності Збройних Сил України. Руслан Коцаба був заарештований і перебував під вартою з 8 лютого 2015 року, судові засідання відбувалися в міському суді Івано-Франківська.
11 травня 2016 року Тетяна Монтян виступила в заключних дебатах у справі Коцаби, вказавши на суперечності складу звинувачення фактичним обставинам правового режиму країни, в тому числі відсутності в країні режиму воєнного стану та закликала суд виправдати підсудного за відсутністю складу злочину. Прокуратура, зі свого боку, закликала суд визнати Руслана Коцабу винним за всіма пунктами звинувачення і засудити до 13 років позбавлення волі з конфіскацією майна. 12 травня 2016 року суд вирішив позбавити Руслана Коцабу волі на строк 3 роки 6 місяців, визнавши його винним у перешкоджанні законним діям Збройних сил України, але відхилив звинувачення в державній зраді і повернув майно, вилучене під час арешту. Монтян заявила, що буде оскаржувати рішення суду.
14 липня 2016 року апеляційний суд Івано-Франківської області, розглядаючи підготовлену Монтян апеляційну скаргу Руслана Коцаби, визнав його невинним за всіма пунктами звинувачення, повністю виправдав, та звільнив Коцабу з-під варти в залі суду, що було частиною суспільства негативно оцінено, прокуратура готує касаційну скаргу у справі. 1 червня 2017 року Вищий спеціалізований суд задовольнив скаргу прокуратури та скасував виправдувальне рішення стосовно журналіста Руслана Коцаби.

### Справа Віти Заверухи
З 22 вересня 2015 Монтян виступала на стороні захисту у справі Віти Заверухи на прохання родичів чоловіка Заверухи. Справа отримала значний розголос через тяжкий склад звинувачення і відкрито радикальну позицію обвинуваченої.
10 жовтня, після чергового засідання суду, Монтян розповіла пресі, що стосовно її підзахисної у суду немає жодних фактичних даних про її причетність до якогось злочину.
11 червня 2016 року преса повідомила, що Заверуха відмовилася від послуг Монтян.

## Інцидент у Польщі
12 серпня 2016 року на кордоні з Польщею митники не пропускали Монтян до Євросоюзу, зупинивши її з чоловіком. В ході конфлікту Тетяна так прокоментувала цей епізод: «Скоро прийде Росія, і вас усіх повішають на телеграфних стовпах. І я буду цьому дуже-дуже рада. Так вам і треба, скотам». Згодом її все ж пропустили до Польщі.

## Перекладацька діяльність

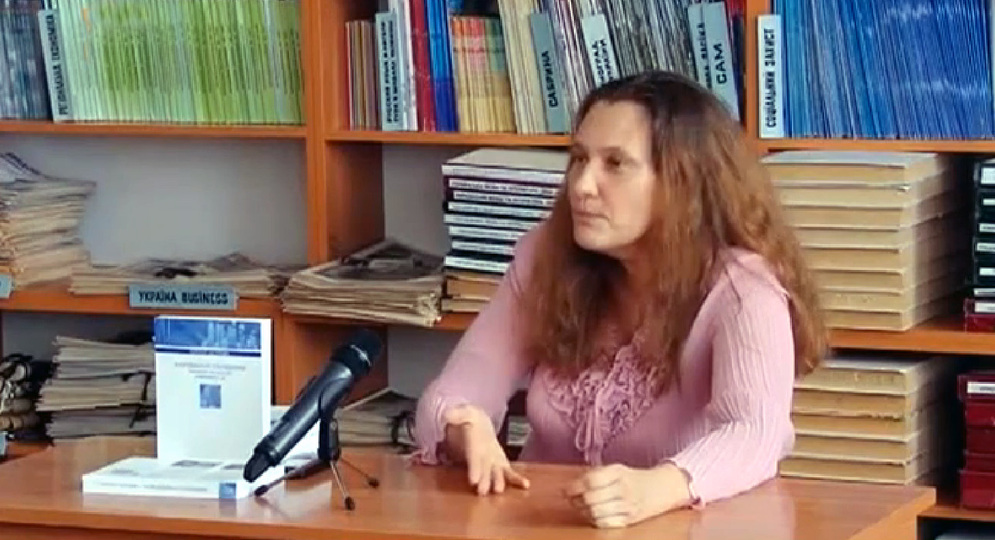
Тетяна Монтян презентує в Ужгороді книгу професора Університету Індіани Елінор Остром «Керування спільним», яку вона переклала українською мовою, 17 липня 2013

З 2008 року почала займатися перекладацькою діяльністю наукової літератури та іноземного законодавства для апробації в Україні. Першою книгою була перекладена (разом із волонтерами) праця перуанського економіста Ернандо де Сото «Містерія капіталу». Наступним став переклад всесвітньо відомої статті професора Каліфорнійського університету (Санта-Барбара) Гарета Гардіна «Трагедія спільного». Продовженням полеміки щодо вирішення проблем спільного майна стала фундаментальна праця лауреата Нобелівської премії Елінор Остром «Керування спільним», яка так само була перекладена Тетяною Монтян.
Крім наукових статей і монографій, Тетяна Монтян здійснила переклад вдалих законів сусідніх держав. Зокрема, Естонії (закони «Про речове право», «Про квартирні товариства», «Про Земельний Кадастр», «Про кріпосну книгу», «Про місцеве самоврядування» та Комерційний кодекс Естонії); також адвокатка переклала грузинські закони («Про державні закупівлі» і «Про публічний реєстр».

## Громадянська журналістика
У 2008 році Тетяна Монтян заснувала колективний блог «Інфопорн», який згодом перетворився на інформаційно-аналітичний портал. На сторінках видання можна знайти різноманітну інформацію — від оглядів законодавчої діяльності в Україні до особистих думок авторів щодо прочитаної нещодавно книги. Портал став медіа-майданчиком для публікації статей та колонок Тетяни Монтян.
З листопада 2010 по весну 2012 Тетяна Монтян була експертом і співведучою
іронічно-аналітичної програми «Альбертейнштейн» на каналі ТВі (першопочаткова назва «Рабіндранаттагор»). Прем'єру програми вона самокритично назвала своїм найгучнішим телепровалом. Медіа-експерти так само скептично оцінили якість програми та роботи її ведучих.
Організувала на сторінках Фейсбуку групу «Школа Юного Кальмара» для обговорення основ інституційного підходу з позицій неоінституціоналізму. В обговореннях групи особлива увага приділяється теорії управління спільними ресурсами, розробленої Елінор Остром. Веде на YouTube відеоблог, де регулярно викладає ролики, що роз'яснюють проблеми цивільного і майнового права України, коментує поточні події в країні.
У публічних виступах не цурається лайливих і образливих слів.

## Політична діяльність

### Участь у парламентських виборах 2012 року
28 червня 2012 року Тетяна Монтян заявила про намір взяти участь у виборах до Верховної Ради України по 212-му виборчому округу (Дарницький район Києва) як самовисуванка. У своїй кампанії вона спиралася на волонтерів та фінансову підтримку прихильників.
Кожен, хто волатиме, що дитині в дитбудинку краще, ніж в одностатевій родині, є ганебною людиною, яка заслуговує лише на те, аби померти в таких самих муках, які переживають нещасні безневинні діти в наших казарменних дитбудинках. Мій чоловік з 5 років ріс в дитбудинку, і якщо ви йому скажете, що там краще, ніж «з гоміками» — він і вдарити може, хоча є дуже спокійною та толерантною людиною, яка витримує навіть вихідки наших чотирьох синів.

Партнерство не має ніякого відношення до сексу. Це просто створення юридичних наслідків, аналогічних кровному родству, для осіб, які не є кровними родичами. (Тетяна Монтян)
Тетяна Монтян стверджує, що гомосексуальні пари мають мати такі ж самі права, як і гетеросексуальні: «Одностатеві пари мають право на укладання партнерських договорів, правовий режим яких прирівнюється до правового режиму традиційних родин». Тобто партія «Спільна дія», яку очолює Тетяна Монтян, виступає за легалізацію цивільних партнерств для одностатевих пар та усиновлення гей-парами дітей. Вона закликає ЛГБТ-українців робити публічний камінг-аут. Також, Тетяна Монтян заявила, що у їх політичній партії немає жодного гомофоба.
За результатами голосування, посіла 5-те місце, набравши 9% голосів.

### Участь у повторних виборах у проблемних округах у 2013 році
Балотувалась як самовисуванка по 223-му виборчому округу, що охоплює Шевченківський район міста Києва. За результатами голосування, посіла 3-тє місце, набравши 3,29% голосів.

### Участь у парламентських виборах 2014 року
Тетяну Монтян взяла участь у позачергових виборах народних депутатів України 26 жовтня 2014 року. 30 вересня ЦВК зареєструвала Тетяну Монтян кандидаткою в народні депутати від політичної партії «СПІЛЬНА ДІЯ», яка 14 вересня на других національних зборах висунула її кандидаткою в одномандатному виборчому окрузі № 212.
Монтян посіла друге місце, набравши 19,69% голосів. Вона програла кандидатові від «Народного Фронту» Віталію Сташуку.

## Кримінальні справи
10 лютого 2023 року СБУ повідомила про підозру Монтян за чотирма статтями Кримінального кодексу України:
- ч. 3 ст. 109 (дії, спрямовані на насильницьку зміну чи повалення конституційного ладу або на захоплення державної влади);
- ч. 1 та ч. 2 ст. 110 (посягання на територіальну цілісність і недоторканність України);
- ч. 1 ст. 111-1 (колабораційна діяльність);
- ч. 3 ст. 436-2 (виправдовування, визнання правомірною, заперечення збройної агресії РФ проти України, глорифікація її учасників).

## Санкції
8 жовтня 2024 року, відповідно до рішення РНБО України від 8 жовтня 2024 року «Про застосування персональних спеціальних економічних та інших обмежувальних заходів (санкцій)», введеного в дію Указом Президента України від 8 жовтня 2024 року № 698/2024 відносно Тетяни Монтян застосовано обмежувальні заходи (відповідно до Закону України «Про санкції») терміном на 10 (десять) років. 

## Особисте життя

### Захоплення та хобі
З юнацтва займалася дзюдо, наразі продовжує тренуватися і бере участь у боях з мікс-файту. Відома боєм з чемпіонкою України з панкратіону та призеркою чемпіонату світу з сумо Дарією Ібрагімовою.
Вишиває картини.

### Родина
Удова Юрія Василенка (1940  — 4 листопада 2019 р.), який був суддею Київського міського (Апеляційного) суду з 1994 по 2005 рік. Був відомий тим, що в листопаді 2002 року порушив дві кримінальні справи стосовно Президента України Леоніда Кучми.
Має чотирьох синів (двох близнюків Богдана та Ярослава (1997 р.н.), а також синів Вадима (1999 р.н.) та Владислава (2002 р.н.).

## Нагороди
29 травня 2012 Тетяна Монтян отримала нагороду «Юридична премія 2012 року» у номінації «За видатні професійні досягнення». Нагороду вручили за виграну у Вищому Господарському суді справу щодо ЖЕКів, згідно з якою обслуговування будинків вважається незаконним, якщо ЖЕК не отримав консенсусного (одноголосного) рішення всіх співвласників будинку.

## Відео
- Виступ Тетяни Монтян в Європарламенті // Брюссель, 05.12.16 на YouTube